# Caldera de Apolaki
La Caldera Apolaki es un cráter volcánico con un diámetro de 150 kilómetros, lo que la convierte en la caldera más grande del mundo. Está ubicado dentro de Benham Rise (Philippine Rise) y fue descubierta en 2019 por Jenny Anne Barretto, una geofísica marina filipina y su equipo. El nombre "Apolaki" significa "señor gigante" en filipino, y también es el nombre del dios del sol y la guerra en algunos panteones de la mitología filipina y las religiones populares indígenas filipinas.

## Historia geológica
El análisis gravimétrico muestra que Benham Rise, como se llama el macizo montañoso submarino, está formado por una capa de nueve millas de espesor de rocas magmáticas y volcánicas. Las edades de las muestras de roca oscilan entre 47,9 y 26 millones de años, cuando la actividad volcánica formó el macizo.